# Eduard Röhr
Franz Eduard Röhr (* 1815 in Schleiz; † im 19. Jahrhundert) war ein deutscher Revolutionär und Politiker.

## Leben
Röhr war der Sohn von Johann Ludwig Röhr und dessen Ehefrau Johanne Caroline geborene Metzner. Er war evangelisch-lutherischer Konfession und blieb unverheiratet.
Sein Vater war Sergeant beim fürstlichen Bataillons des Bundeskontingentes in Schleiz. Wie sein Vater wurde auch er Soldat und diente bis Juni 1849 als fürstlich Reuß-Plauischer Bataillons-Fourier in der Schleizer Garnison. Im Oktober 1843 wurde er mit dem silbernen Kreuz des fürstlichen Ehrenzeichens geehrt.
In der Märzrevolution war er Organisator der Schleizer Bürgerwehr und Vorsitzender des Demokratischen Volksvereins in Schleiz. Als radikaler Demokrat trat er mit Aufrufen und „sehr aufreizenden Reden“ in Erscheinung. Am 11. Mai 1849 rief er zur Gründung eines provisorischen Zentralwehrvereins auf, der einen allgemeinen Volkssturm aller 18- bis 50-jährigen Einwohner organisieren wollte. Am 21. Mai 1849 wurde der Verein behördlich aufgelöst und ein allgemeines Waffenverbot erlassen. Röhr verließ daraufhin Schleiz und hielt sich am 5. Juni 1849 in Frankfurt und später in Mainz auf. Danach soll er nach Baden oder in die Pfalz geflohen sein und eventuell nach Amerika ausgewandert sein, um die polizeiliche Verfolgung zu vermeiden. Polizeilich wurde er ab dem 11. Juni 1849 gesucht. Ihm wurde die Anfertigung und Verbreitung gefälschter königlich sächsischer Kassenbilletts vorgeworfen.
Vom 2. Oktober 1848 bis zum 18. April 1849 war er Abgeordneter im Landtag Reuß jüngerer Linie. Er trat jedoch nie förmlich in den Landtag ein und legte sein Mandat am 17. April 1849 nieder. Nachfolger im Landtag wurde Johann Heinrich Franz.